# Váckisújfalu megállóhely
Váckisújfalu megállóhely a MÁV vasúti megállóhelye a Pest vármegyei Váckisújfalu községben. A megállóhelyet a MÁV 77-es számú Aszód–Vácrátót-vasútvonala érinti.

## Története
2009. december 13-tól a vasútvonalon szünetel a személyforgalom.
2022. december 11-én – 13 év szünet után – ismét megindult a személyszállítás a megállóhelyen.
2023. december 10-óta a vonatok itt csak feltételesen állnak meg.

## Kapcsolódó állomások
A megállóhelyhez az alábbi állomások vannak a legközelebb:
- Galgamácsa vasútállomás (Aszód vasútállomás)
- Kisnémedi megállóhely (Vácrátót vasútállomás)

## Megközelítés tömegközlekedéssel
- Helyközi busz:  316, 342, 347, 348, 394, 454

## Forgalom
| Járat | Útvonal                                                | Gyakoriság |
| ----- | ------------------------------------------------------ | ---------- |
| S77   | Aszód – Iklad-Domony – Galgamácsa – Váckisújfalu – Vác | 2 óránként |